# 五月八月
《五月八月》是一部以日本的侵華戰爭為背景的電影，內容是關於南京大屠殺。

## 劇情
姊姊五月、妹妹八月、媽媽、爸爸、小狗阿寶原本生活得十分幸福，爸爸是教師，一家人的生活都是靠爸爸的。當在1937年12月，日軍入侵南京，爸爸被日本軍人殺害，小狗阿寶咬著爸爸的手回家，媽媽感到十分不知所惜，於是逃走。在逃走的路中，八月病了，媽媽為了買藥而走出這暫時居住的小屋，結果被日軍強姦，媽媽常常用自己引走爪牙，最後只得姊姊五月及妹妹八月一起生活，過著一些險象環生的日子。

## 外部連結
- 開眼電影網上《五月八月》的資料（繁體中文）
- 香港影庫上《五月八月》的資料（繁體中文）
- 时光网上《五月八月》的資料（简体中文）
- 豆瓣电影上《五月八月》的資料 （简体中文）
- 爛番茄上《五月八月》的資料（英文）
- AllMovie上《五月八月》的资料（英文）
- 互联网电影数据库（IMDb）上《五月八月》的资料（英文）